# Saugy
Saugy est une commune française située dans le département du Cher en région Centre-Val de Loire.

## Géographie
Le territoire communal est arrosé par la rivière Arnon.

### Climat
Pour des articles plus généraux, voir Climat du Centre-Val de Loire et Climat du Cher.
En 2010, le climat de la commune est de type climat océanique dégradé des plaines du Centre et du Nord, selon une étude du CNRS s'appuyant sur une série de données couvrant la période 1971-2000. En 2020, Météo-France publie une typologie des climats de la France métropolitaine dans laquelle la commune est exposée à un climat océanique altéré et est dans la région climatique  Centre et contreforts nord du Massif Central, caractérisée par un air sec en été et un bon ensoleillement. 
Pour la période 1971-2000, la température annuelle moyenne est de 11,8 °C, avec une amplitude thermique annuelle de 15,5 °C. Le cumul annuel moyen de précipitations est de 711 mm, avec 11,5 jours de précipitations en janvier et 7 jours en juillet. Pour la période 1991-2020, la température moyenne annuelle observée sur la station météorologique la plus proche, située sur la commune de Quincy à 18 km à vol d'oiseau, est de 12,1 °C et le cumul annuel moyen de précipitations est de 735,0 mm,. Pour l'avenir, les paramètres climatiques de la commune estimés pour 2050 selon différents scénarios d'émission de gaz à effet de serre sont consultables sur un site dédié publié par Météo-France en novembre 2022.

## Urbanisme

### Typologie
Au 1er janvier 2024, Saugy est catégorisée commune rurale à habitat dispersé, selon la nouvelle grille communale de densité à 7 niveaux définie par l'Insee en 2022.
Elle est située hors unité urbaine. Par ailleurs la commune fait partie de l'aire d'attraction de Bourges, dont elle est une commune de la couronne,. Cette aire, qui regroupe 111 communes, est catégorisée dans les aires de 50 000 à moins de 200 000 habitants,.

### Occupation des sols
L'occupation des sols de la commune, telle qu'elle ressort de la base de données européenne d’occupation biophysique des sols Corine Land Cover (CLC), est marquée par l'importance des territoires agricoles (93,4 % en 2018), une proportion identique à celle de 1990 (93,4 %). La répartition détaillée en 2018 est la suivante : 
terres arables (81,5 %), zones agricoles hétérogènes (7,2 %), forêts (6,7 %), prairies (4,7 %).
L'évolution de l’occupation des sols de la commune et de ses infrastructures peut être observée sur les différentes représentations cartographiques du territoire : la carte de Cassini (XVIIIe siècle), la carte d'état-major (1820-1866) et les cartes ou photos aériennes de l'IGN pour la période actuelle (1950 à aujourd'hui).

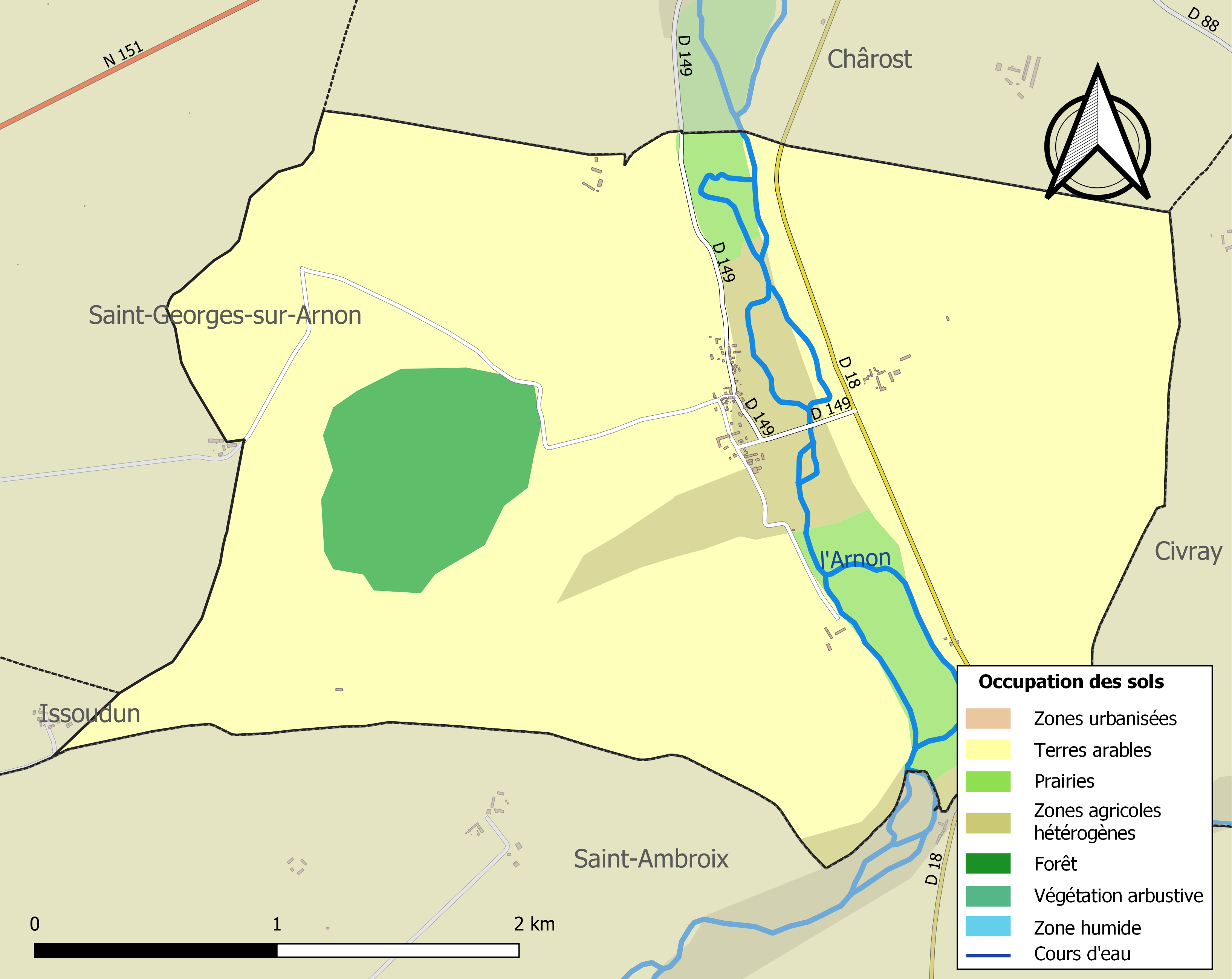
Carte des infrastructures et de l'occupation des sols de la commune en 2018 (CLC).

### Risques majeurs
Le territoire de la commune de Saugy est vulnérable à différents aléas naturels : météorologiques (tempête, orage, neige, grand froid, canicule ou sécheresse), inondations, mouvements de terrains et séisme (sismicité faible). Un site publié par le BRGM permet d'évaluer simplement et rapidement les risques d'un bien localisé soit par son adresse soit par le numéro de sa parcelle.
Certaines parties du territoire communal sont susceptibles d’être affectées par le risque d’inondation par débordement de cours d'eau, notamment l'Arnon et le Pontet. La commune a été reconnue en état de catastrophe naturelle au titre des dommages causés par les inondations et coulées de boue survenues en 1982 et 1999,.

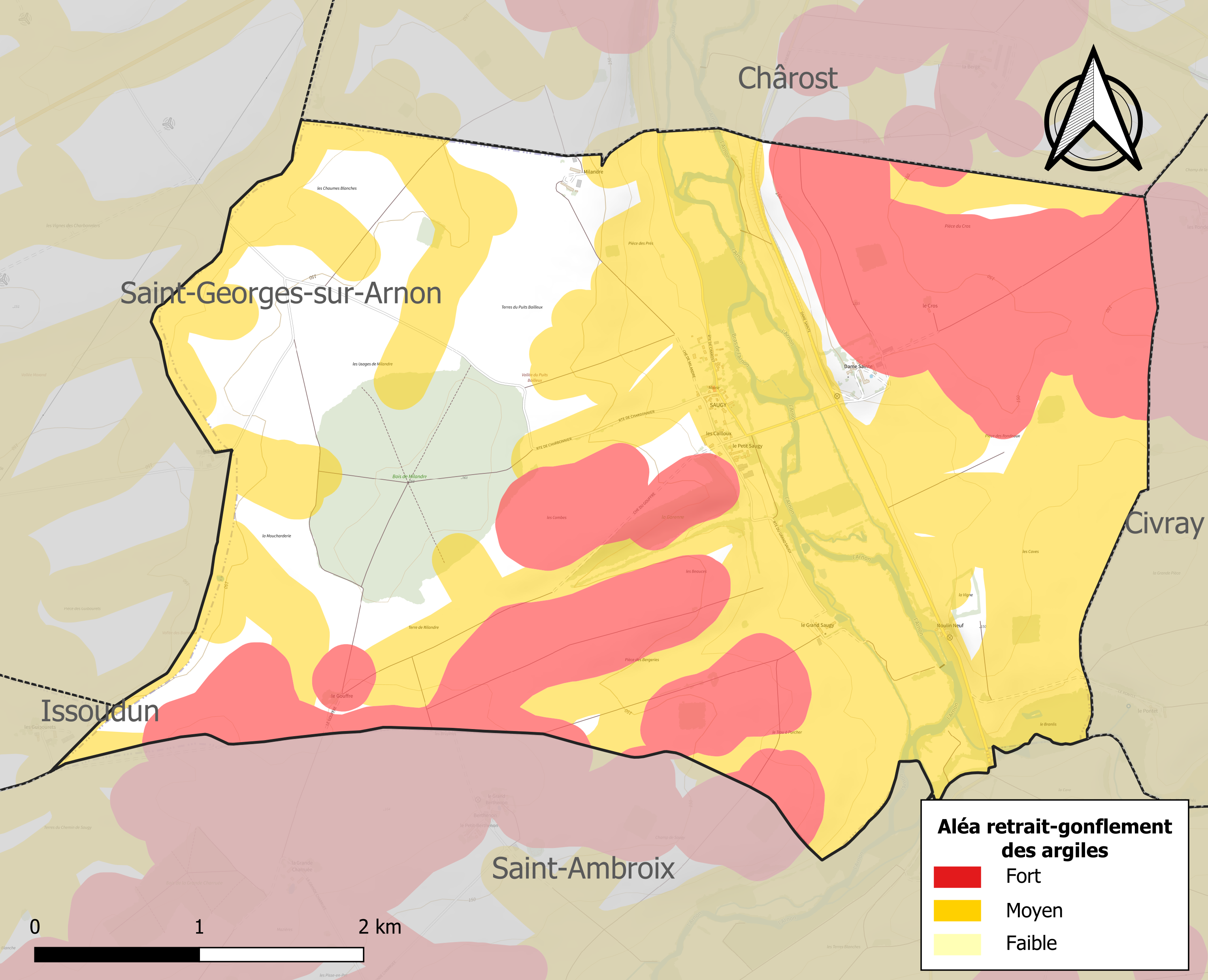
Carte des zones d'aléa retrait-gonflement des sols argileux de Saugy.

La commune est vulnérable au risque de mouvements de terrains constitué principalement du retrait-gonflement des sols argileux. Cet aléa est susceptible d'engendrer des dommages importants aux bâtiments en cas d’alternance de périodes de sécheresse et de pluie. 78,5 % de la superficie communale est en aléa moyen ou fort (90 % au niveau départemental et 48,5 % au niveau national). Sur les 47 bâtiments dénombrés sur la commune en 2019, 44 sont en aléa moyen ou fort, soit 94 %, à comparer aux 83 % au niveau départemental et 54 % au niveau national. Une cartographie de l'exposition du territoire national au retrait gonflement des sols argileux est disponible sur le site du BRGM,.
Concernant les mouvements de terrains, la commune a été reconnue en état de catastrophe naturelle au titre des dommages causés par la sécheresse en 2019 et par des mouvements de terrain en 1999.

## Toponymie
Le nom de la localité est attesté sous les formes Le village de Saulgy en 1547 (Archives Départementales du Cher-G, Chârost) ; Sentence relative aux criées des fief et métairie de Saugy, saisi sur Félix Carraud à la requête de Jean Guillot le jeune, 30 me Grai 1695 (Archives Départementales de l'Indre-2 B 613) ; Grand Saugy au XVIIIe siècle (Carte de Cassini) ; Village de Saugy, Le Grand Domaine de Saugy en 1836 (Cadastre) ; Le Grand Saugy en 1847 (B.N.-Ms Français 9846) ; Saugy en 1931 (Cadastre).
Malgré l'absence de formes plus anciennes disponibles actuellement, il est concevable d'y reconnaître une formation gauloise ou gallo-romane en (i)-acum, qui aboutit régulièrement à -y, -ay dans la région.
La forme gallo-romane devait être *SALVIACU cf. Sauvoy (Salviaco, époque mérovingienne) et les différents Salviac et Sauviac de langue d'oc.
Il s'agit du gentilice Salvĭus combiné avec le suffixe -acum. Il aboutit régulièrement à Saugy par accentuation sur la 1re syllabe et vocalisation du l en u.
La commune de Dame-Sainte prend le nom de Saugy par décret du 22 mars 1911.

## Histoire
La communauté de Saugy traverse une grave crise démographique au début du XVIIIe siècle, puisqu’elle passe de 34 feux en 1709 à 19 en 1726. L’hiver de 1709-1710 notamment cause de nombreuses pertes, ainsi que la grande canicule de 1719 (qui tua beaucoup par dysenterie).

## Politique et administration
| Période                                  | Période                         | Identité        | Étiquette | Qualité                       |
| ---------------------------------------- | ------------------------------- | --------------- | --------- | ----------------------------- |
| Les données manquantes sont à compléter. |                                 |                 |           |                               |
| mars 2001                                | En cours (au 27 septembre 2014) | Éric Audebert   | DVD       | Agriculteur retraité          |
| mars 2014                                | mai 2020                        | Eric Audebert   |           | Retraité agricole             |
| mai 2020                                 | En cours                        | Érick Audebert, |           | Ancien agriculteur exploitant |

## Démographie
L'évolution du nombre d'habitants est connue à travers les recensements de la population effectués dans la commune depuis 1793. Pour les communes de moins de 10 000 habitants, une enquête de recensement portant sur toute la population est réalisée tous les cinq ans, les populations de référence des années intermédiaires étant quant à elles estimées par interpolation ou extrapolation. Pour la commune, le premier recensement exhaustif entrant dans le cadre du nouveau dispositif a été réalisé en 2005.

En 2022, la commune comptait 78 habitants, en évolution de −2,5 % par rapport à 2016 (Cher : −2,48 %, France hors Mayotte : +2,11 %).
| 1793 | 1800 | 1806 | 1821 | 1831 | 1836 | 1841 | 1846 | 1851 |
| ---- | ---- | ---- | ---- | ---- | ---- | ---- | ---- | ---- |
| 241  | 182  | 229  | 194  | 156  | 196  | 174  | 150  | 185  |

| 1856 | 1861 | 1866 | 1872 | 1876 | 1881 | 1886 | 1891 | 1896 |
| ---- | ---- | ---- | ---- | ---- | ---- | ---- | ---- | ---- |
| 202  | 175  | 204  | 186  | 168  | 181  | 176  | 179  | 154  |

| 1901 | 1906 | 1911 | 1921 | 1926 | 1931 | 1936 | 1946 | 1954 |
| ---- | ---- | ---- | ---- | ---- | ---- | ---- | ---- | ---- |
| 156  | 151  | 144  | 129  | 130  | 116  | 122  | 110  | 94   |

| 1962 | 1968 | 1975 | 1982 | 1990 | 1999 | 2005 | 2006 | 2010 |
| ---- | ---- | ---- | ---- | ---- | ---- | ---- | ---- | ---- |
| 91   | 99   | 67   | 57   | 69   | 69   | 62   | 61   | 79   |

| 2015 | 2020 | 2022 | - | - | - | - | - | - |
| ---- | ---- | ---- | - | - | - | - | - | - |
| 80   | 79   | 78   | - | - | - | - | - | - |

## Économie
La culture de la lentille verte du Berry est présente dans la commune.

## Culture locale et patrimoine

### Héraldique
| Blason de Saugy | Blason  | D'argent au saule du même feuillé de sinople sur un mont du même, au chef d'azur chargé d'une statue de sainte Ursule d'argent adextrée d'un cœur cousu de gueules et senestrée d'une crosse d'or mouvant du trait du chef. |
| Blason de Saugy | Détails | Redessiné par Jean-Paul Fernon. |